# Odontolabis alces
Odontolabis alces là một loài bọ cánh cứng trong họ Lucanidae. Loài này được F. mô tả khoa học năm 1775.